# Aleksander Stanisław Dzieduszycki
Aleksander Stanisław Dzieduszycki herbu Sas (ur. 21 lipca 1813 w Gwoźdźcu (pow. kołomyjski), zm. 12 maja 1879 w Izydorówce) –  ziemianin, prawnik, powstaniec listopadowy, polityk demokratyczny potem konserwatywny, poseł do Sejmu Stanowego Galicji, Sejmu Ustawodawczego w Kromieryżu i Sejmu Krajowego Galicji, hrabia.

## Życiorys
Otrzymał staranne wykształcenie domowe. Studiował i ukończył prawo na uniw. lwowskim (1836). Wraz ze swoim bratem Edmundem uczestniczył w powstaniu listopadowym, gdzie jako ochotnik służył w pułku Legii Nadwiślańskiej z którym odbył całą kampanię 1831 r. W 1841 osiadł w odziedziczonych dobrach Izydorówka, od 1842 także znaczącego klucza dóbr w Żydaczowskim, który w 1862 zamienił na Dzieduszyce Łany i Sokołów. Członek galicyjskiego Sejmu Stanowego. W 1845 członek komisji tegoż sejmu do uregulowania stosunków włościańskich. 
Aktywny politycznie w okresie Wiosny Ludów. Członek Rady Narodowej Centralnej we Lwowie. Poseł do Sejmu Ustawodawczego w Wiedniu i Kromieryżu (26 lipca 1848 - 7 marca 1849) wybranym z okręgu wyborczego Stryj. W parlamencie należał do "Stowarzyszenia" skupiającego polskich posłów demokratycznych. Mimo to głosował 6 września 1848 przeciw wnioskowi Löhnera o wyjęciu spod sankcji cesarskiej aktów ustawodawczych  parlamentu. Opowiedział się jednak 9 września za przyjęciem delegacji węgierskiej. Zaprzyjaźnił się wówczas z Franciszkiem Smolką. 
Po powrocie do Galicji, związany z obozem demokratycznym odbył w 1854 i 1859 podróże do Paryża celem zorientowania się czy powstanie w Polsce może liczyć na pomoc zachodniej Europy. Po powrocie do kraju nie krył swego krytycznego stosunku do Napoleona III a także planów powstańczych. Mimo tego po wybuchu powstania styczniowego zaangażował się w działalność na jego rzecz. Członek Komitetu Galicji Wschodniej w 1863 roku. 
Od 1860 działał w Galicyjskim Towarzystwie Gospodarskim. Związał się wówczas z konserwatystami krakowskimi. Sympatyzował z pomysłami przekształcenia monarchii habsburskiej w państwo federacyjne i był rzecznikiem współpracy Słowian w tej federacji. W latach 1861–1865 był posłem I kadencji galicyjskiego Sejmu Krajowego. Odgrywał także od 1867 główną rolę w radach powiatowych: stryjskiej i żydaczowskiej.

## Rodzina i życie prywatne
Urodził się w rodzinie ziemiańskiej. Syn Stanisława Kostki Dzieduszyckiego (1776-1841) i Marianny z Pietruskich (1770-1848). Jego bratem był Edmund (1811-1853) ziemianin i powstaniec listopadowy. Z małżeństwa z Domicelą Pietruskich (1815-1886) miał dwóch synów i sześć córek: Izydora (1841-1888), żonatego z Anastazją Jełowicką i Edmunda (1854-1914), żonatego z Aleksandrą Winogrodzką, oraz Józefę (1839-1910) za Kazimierzem Wodzickim, Marię (1850-1880) za Antonim Jabłonowskim, Wandę (1846-1932) za Kornelem Suchodolskim, Olgę (1844-1931) za Bronisławem Skibniewskim, Aleksandrę (1859-1893) za Emanuelem Dunin-Borkowskim i Sewerynę (1852-1925) za Wojciechem Dzieduszyckim.